# 반곡궁

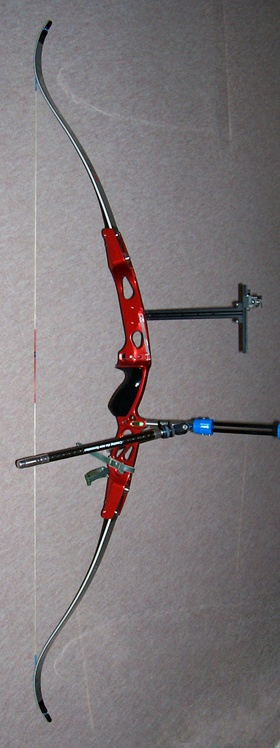
현대의 반곡궁

반곡궁(反曲弓, Recurve Bow)은 궁술에서 올림픽 경기에 사용되고 있는 활. 일본에서 가장 보급되어 있다. 크게 나누어 「원-피스 보우」(핸들·림이 일체의 활)와 「테이크-다운 보우」(핸들과 림이 다른 부품의 활)의 2개로 나뉜다. 현재는 「테이크-다운 보우」가 주류. 활의 구성은 주로, 핸들라이저, 림, 스태빌라이저, 사이트로부터 되어 있다.

## 궁구
궁술의 궁구는 주로 이하의 도구로 구성된다
핸들라이저
제일 토대가 되는 도구. 여기에 여러 가지 도구가 더해진다.
림
활이 해 되는 부분. 핸들에서는 떼어낼 수 있게 되어 있어 딱딱함( 파운드 수)나 종류를 바꿀 수 있다.
끈
현이라고도 한다. 현실에도 종류나 색이 있으며, 현실의 개수 등을 바꿔 활의 특성이 가장 활용되는 것을 선택한다.
스태빌라이저
활을 안정시키는, 막대 모양의 것.
 사이트
조준기. 리카브보우에 대하고는 일점 조준만 허가되고 있다.
클리커
핸들에 다는 금속편. 시척을 안정시킨다.
플렁거
쿠션 플렁거라고도 말한다. 사출되는 화살의 보정을 실시한다.
웨이트
한드르라이자나 스태빌라이져에 달아 활의 중량 밸런스를 조정한다.
시
샤프트, 노크, 포인트, 날개로부터 구성된다.
탭
안내인의 손가락끝을 현과의 마찰로부터 보호하기 때문에(위해)의 것. 주로 피혁제.
암 가이드
스트링이 팔을 치는 것을 막기 위해서, 활을 가지는 손의 팔뚝에 장착하는 것.
체스트 가이드
릴리스때, 의복이 스트링에 말려 들어가는 것을 막는다.
보우스 링
손을 떼어 놓아도 활이 떨어지지 않게하기 위한 끈 모양의 도구. 행 쏘아 맞혀때, 활은 잡는 것은 아니기 때문에.

## 궁술의 쏘는 법
- 스탠스 (다리가 앞)
- 세트 (몸통이 앞)
- 노킹 (화살 짝지워)
- 셋업 (집부흥)
- 드로잉 (무승부)
- 후르드로 (회)
- 릴리스 (화살 떨어짐)
- 팔로우 스루 (잔심)

## 같이 보기
- 좌사치
- 원완